# Phrynobatrachus asper
Phrynobatrachus asper is een kikker uit de familie Phrynobatrachidae en het geslacht Phrynobatrachus. De soort werd voor het eerst wetenschappelijk beschreven door Raymond Ferdinand Laurent in 1951.
Er is nog geen Nederlandstalige naam voor deze soort. De kikker leeft in delen van Afrika en komt endemisch voor in Congo-Kinshasa.